# Burjaten

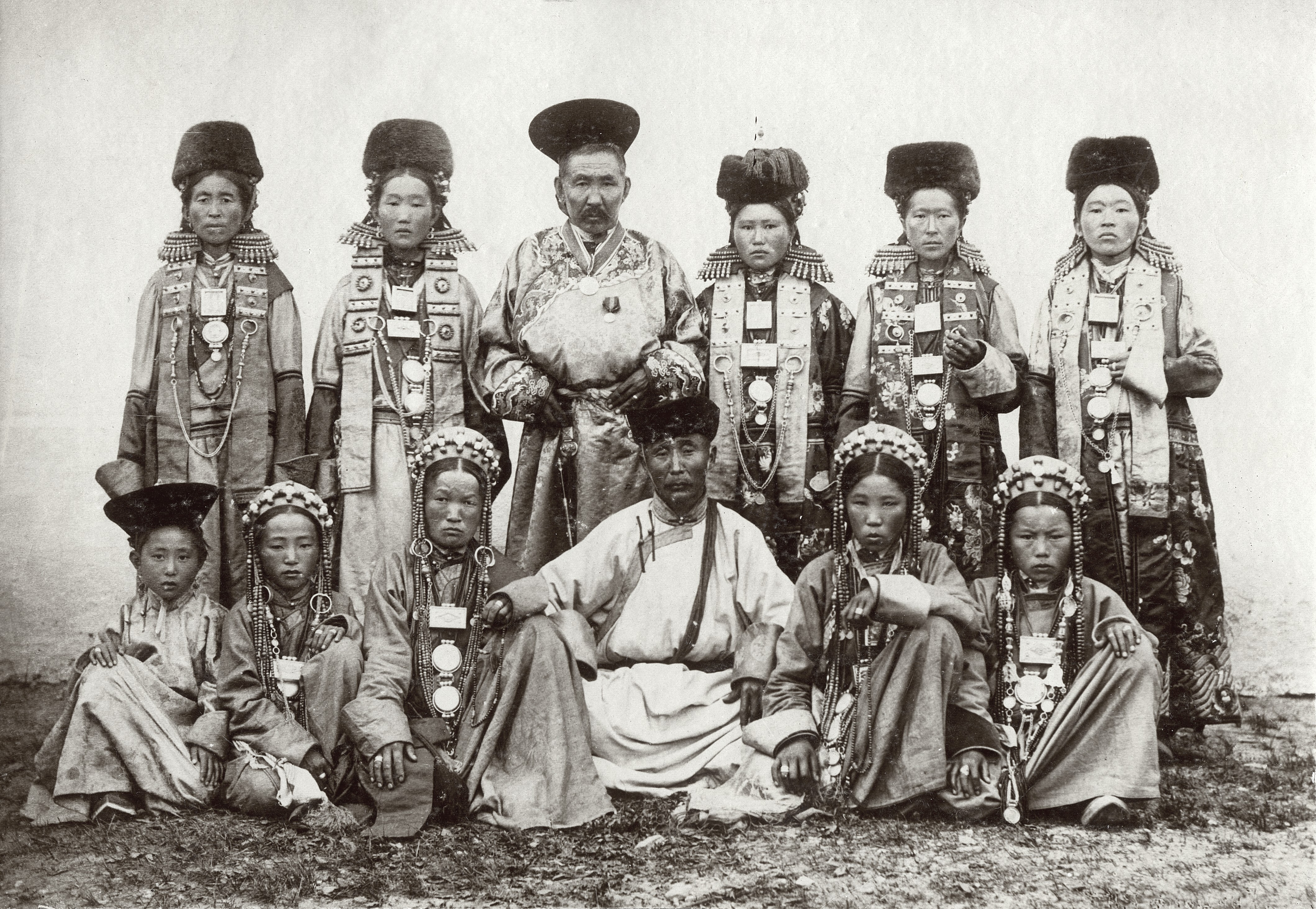
Selenginski-Burjaten

Die Burjaten, veraltet auch Burjäten und Burjat-Mongolen (burjatisch буряадууд), sind eine mongolische Ethnie in Sibirien, dort insbesondere in Burjatien (2021: 295.273 Personen), und in den Gebieten Region Transbaikalien (2021: 65.590 Personen) und Irkutsk (2021: 74.746 Personen). Kleinere Gruppen leben in der Mongolei (Volkszählung 2020: 45.087 Personen) und der Volksrepublik China. Bei der russischen Volkszählung 2021 gab es 460.053 Burjaten, womit sie die größte nationale Minderheit in Sibirien darstellen. Neben Burjatisch sprechen sie heute vor allem Russisch.

## Geschichte

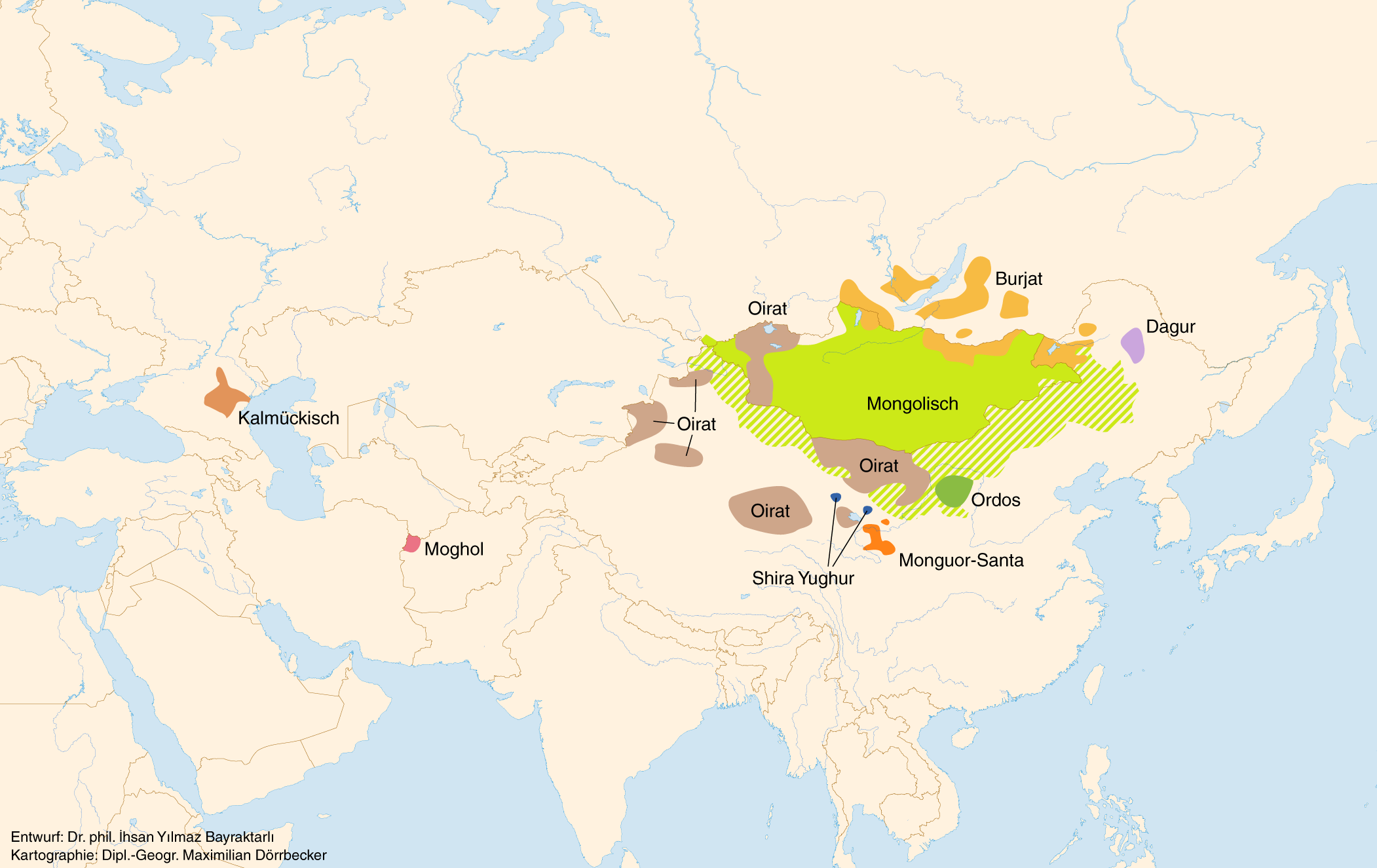
Karte der Verbreitung mongolischer Sprachen. Orange markiert ist die Sprache der Burjaten.

Der Name „Burjaten“ wird zum ersten Mal in der Geheimen Geschichte der Mongolen (wahrscheinlich 1240) erwähnt. Der russische Staat gliederte sich die Bevölkerung und das Territorium durch Verträge von 1668 und 1728 ein, wodurch die Gebiete auf beiden Seiten des Baikalsees von der Mongolei getrennt wurden. Unter russischer Herrschaft wuchs die burjatische Bevölkerung von 27.700 in der Mitte des 17. Jahrhunderts auf 300.000 am Anfang des 20. Jahrhunderts an.
Die historischen Wurzeln der burjatischen Kultur sind mit denen der Mongolen verwandt. Nachdem Burjatien Russland eingegliedert worden war, wurde es zwei Traditionen ausgesetzt: dem Christentum und dem Buddhismus. Die Burjaten westlich des Baikalsees (westliche Burjaten) wurden „russifiziert“ und gaben bald die hirtennomadische Lebensweise zugunsten von Ackerbau auf, wohingegen die östlich lebenden Burjaten (Transbaikalen) den Mongolen näher stehen. Sie lebten die nomadische Lebensweise länger als die westlichen Burjaten und leben heutzutage nicht mehr in Jurten, sind aber meist Buddhisten. 1741 wurde der lamaistische Zweig des Buddhismus in Russland offiziell als Religion anerkannt, und der erste burjatische Dazan (buddhistisches Kloster) wurde gebaut.
Die zweite Hälfte des 19. Jahrhunderts und der Anfang des 20. Jahrhunderts waren für die burjatisch-buddhistische Religion (48 Dazans 1914) eine Periode des Wachstums. Der Buddhismus wurde zu einem bedeutenden Faktor in der kulturellen Entwicklung der Burjaten. Nach der Oktoberrevolution verhielten sich die meisten Lamas der sowjetischen Staatsmacht gegenüber loyal. 1925 begann ein Kampf gegen Religion und Kirche in Burjatien. Die treibende Kraft hierbei war Andrej Smetankin. Nach und nach wurden Dazans geschlossen und die Aktivitäten der Kirche eingeschränkt. Infolgedessen hörte die buddhistische Glaubensgemeinschaft 1930 weitgehend auf zu existieren, und Tausende von kulturellen Schätzen wurden zerstört. Bemühungen, die Organisation des Buddhismus wiederzubeleben, setzten während des Zweiten Weltkrieges ein, woraufhin sie 1946 wieder gegründet wurde. Ein wirkliches Wiederaufleben des Buddhismus fand in den späten 1980er Jahren statt, was sich als wichtiger Faktor der nationalen Einigung und spirituellen Wiedergeburt erwies.

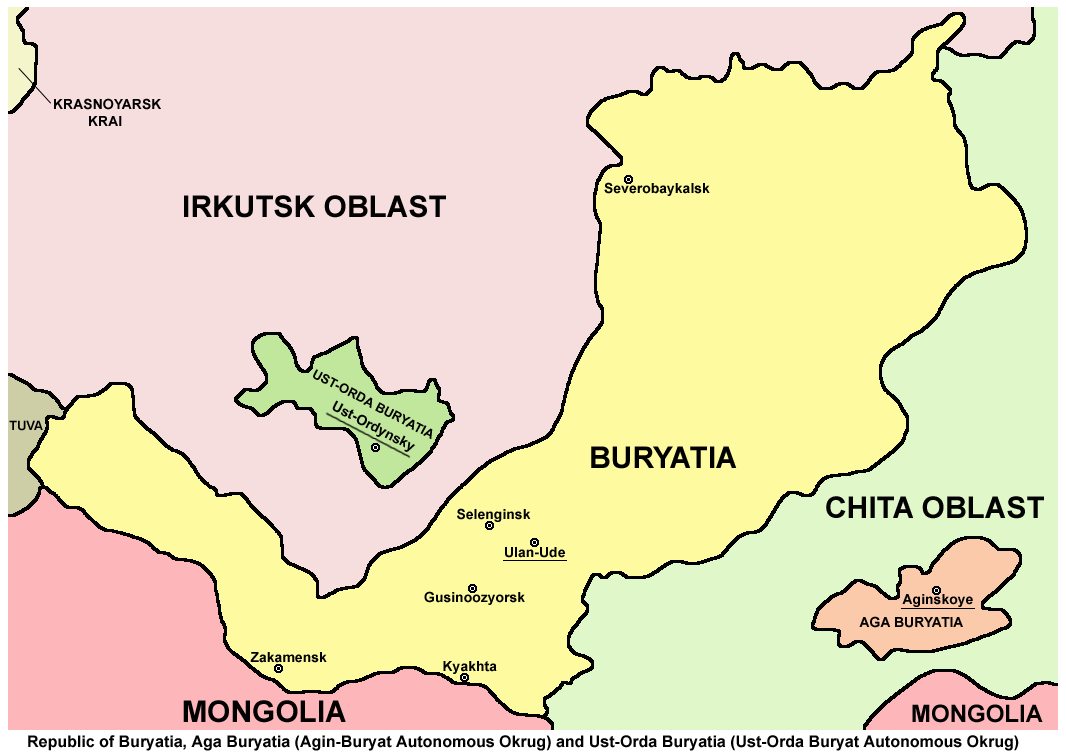

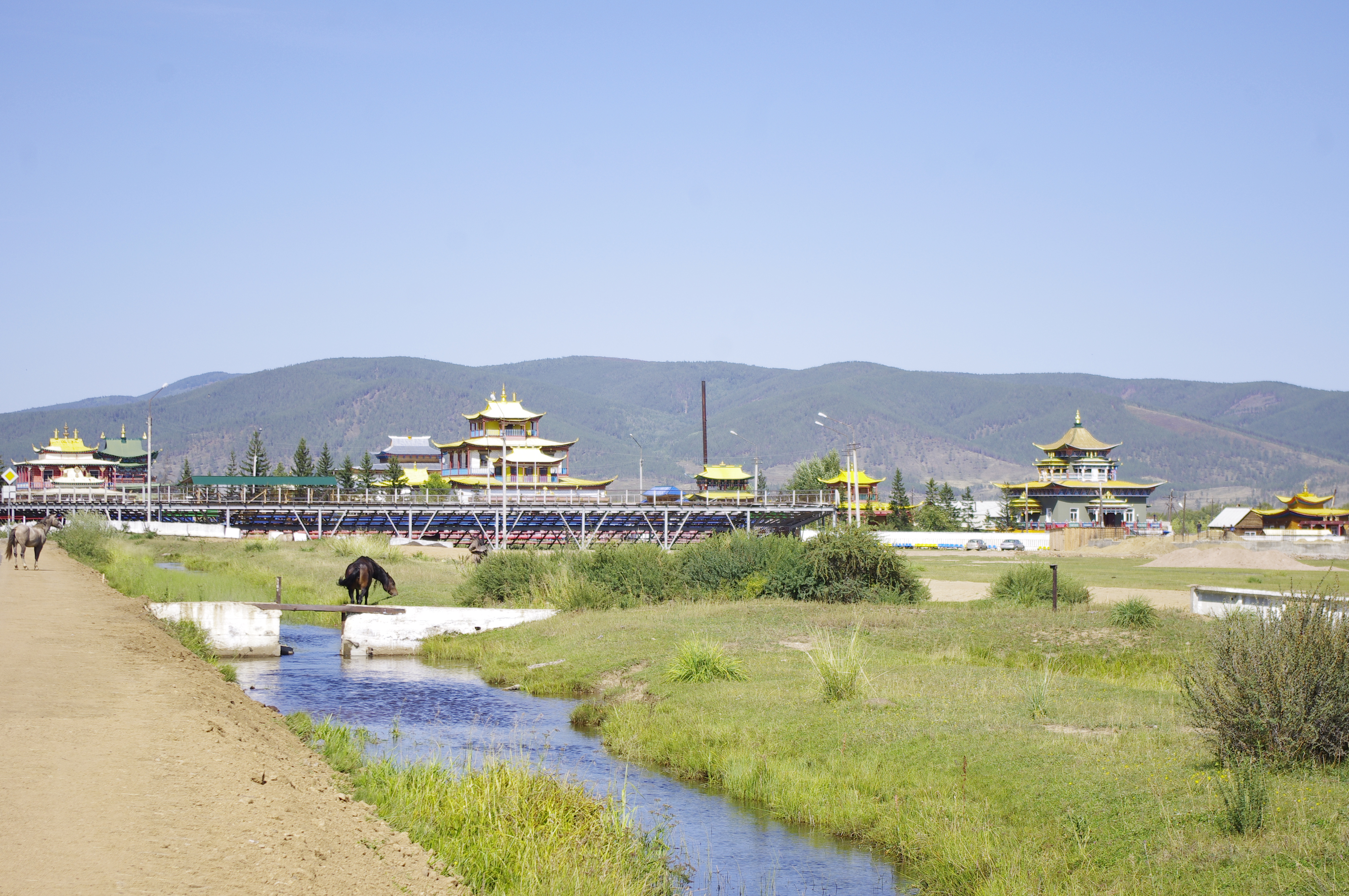
Buddhistisches Kloster (Dazan) in Iwolginsk

1923 wurde die Burjat-Mongolische Autonome Sozialistische Sowjetrepublik gegründet; sie umfasste die Baikal-Provinz (Pribaykalskaya guberniya) mit einer mehrheitlich russischen Bevölkerung.
1937 trennte die Regierung Stalins, in der Absicht, die Burjaten auf verschiedene Verwaltungseinheiten zu zerteilen, einige Gebiete (Rajons) von der Burjatisch-Mongolischen ASSR ab und bildete die beiden autonomen burjatischen Bezirke (Okrug) Ust-Orda und Aga. Zur selben Zeit wurden einige Bezirke mit burjatischer Bevölkerung ganz abgespalten. Burjatischen Nationalismus fürchtend, ließ Josef Stalin mehr als 10.000 Burjaten ermorden. 1958 wurde die Bezeichnung „Mongolisch“ aus dem Namen der Republik entfernt (Burjatische ASSR). 1990 erklärte sich die BASSR für unabhängig und nahm 1992 den Namen Republik Burjatien an. Die Verfassung der Republik wurde 1994 vom Parlament angenommen, und 1995 wurde ein bilaterales Abkommen mit der Russischen Föderation unterzeichnet.

## Religion
Die ursprüngliche Religion der Burjaten war der Tengrismus. Gegen Ende des 19. Jahrhunderts war jedoch der Buddhismus auch unter den transbaikalischen Burjaten etabliert und beeinflusste Alltag, Kultur und Lebensanschauung. Dies führte zu einer synkretistischen Vermischung der vormals animistisch-schamanischen mit buddhistischen Vorstellungen. Beispiel ist der ursprünglich aus China stammende Schamanenspiegel toli bei den Burjaten und das Auftreten von Personen, die sowohl Lama wie Schamanen waren.
Zum früheren Schamanen der Burjaten gehörte die Geweihkrone, ein Schamanenstock und die Toli-Spiegel. Er hatte einen großen Aufgabenbereich – unter anderem als Seelenbegleiter und Wahrsager – und einen hohen Status. Es gab männliche und weibliche Schamanen. Wie bei vielen mongolischen und Turkvölkern gab es einen Adlerkult und ebenso einen Sonnenkult wie in der altiranischen Religion.
Trotz der Russifizierung und Sowjetisierung im 20. Jahrhundert, die massive Veränderungen der bisherigen Lebensweise und Kultur mit sich brachten, überlebte das Schamanentum. Allerdings dienen die heutigen Schamanen nicht mehr dem Wohl einzelner Clans, sondern sie haben Organisationen gegründet, in denen man ihre Dienste als Heiler oder Ritualbegleiter in Anspruch nehmen kann und die sich der Erhaltung bzw. Rekonstruktion und Weitergabe des traditionellen Wissens widmen. Die Schamanen sind ein Symbol der kulturellen Identität aller Burjaten geworden, obwohl bereits viele Aspekte des Schamanismus verloren gegangen sind. Um dies auszugleichen, wurden Kontakte zum westlich-esoterischen Neoschamanismus geknüpft, der allerdings zu erheblichen Verfälschungen der ethnischen Vorstellungen führt.

## Berühmte Burjaten
- Bair Badjonow (* 1976) – Bogenschütze
- Schigschit Bajaschalanow (* 1985) – Bildhauer und Waffenschmied
- Yul Brynner (1920–1985) – US-amerikanischer Schauspieler (Großmutter war Burjatin)
- Agwan Dorjieff – buddhistischer Mönch, diplomatischer Vertreter des 13. Dalai Lama
- Valéry Inkijinoff (1895–1973) – Schauspieler
- Jurij Jechanurow (* 1948) – ukrainischer Politiker
- Wladimir Jeschejew (* 1958) – Bogenschütze
- Daschi Namdakow (* 1967) – Bildhauer
- Irina Pantajewa (* 1967) – Fotomodell und Schauspielerin
- Gennadi Wassiljew (1940–2011) – Bildhauer